# Франкфурт-на-Майні (аеропорт)
Міжнародний аеропорт Франкфурт-на-Майні або Рейн-Майнський аеропорт (IATA: FRA, ICAO: EDDF) (німецька Flughafen Frankfurt am Main [ˈfluːkhaːfn̩ ˌfʁaŋkfʊɐ̯t ʔam ˈmaɪn], або Rhein-Main-Flughafen) — найбільший аеропорт Німеччини, розташований за 12 км SW від центру Франкфурта. Четвертий за пасажирообігом в Європі (після аеропортів Лондон-Хітроу, Париж-Шарль де Голль та Амстердам-Схіпгол).
Аеропорт Франкфурта-на-Майні був одним із перших аеропортів, де почали застосовувати автоматичну систему сортування багажу.
Аеропорт є хабом для:
- AeroLogic
- Lufthansa
- Lufthansa CityLine
- Lufthansa Cargo
- Condor
- Eurowings
- Eurowings Discover
- TUI fly Deutschland

## Термінали
Франкфуртський аеропорт має два великих пасажирських термінали (1 і 2) та невеликий термінал першого класу, який експлуатується та використовується суто компанією Lufthansa. Як і в аеропортах Лондон-Хітроу і в міжнародному аеропорту Лос-Анджелеса, термінальні операції згруповані за обслуговуванням альянсів авіакомпаній та авіакомпаній, а не на внутрішні та міжнародні маршрути.

### Термінал 1

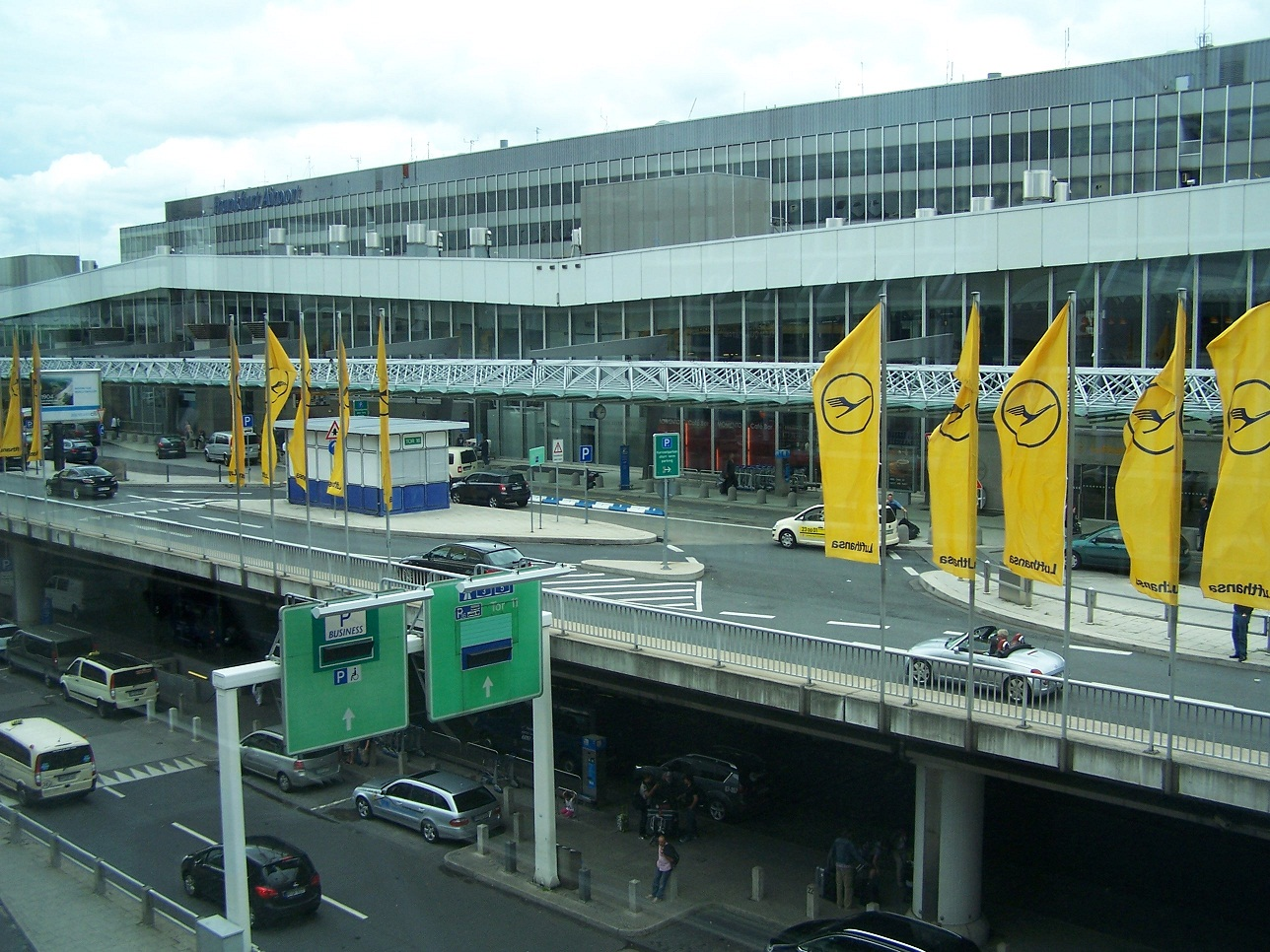
Термінал 1

Термінал 1 — найдавніший та найбільший з двох пасажирських терміналів. Має поділ на конкорси A, B, C і Z та має пропускну спроможність приблизно 50 мільйонів пасажирів/рік. Термінал 1 функціонально поділяється на три рівні: рівень вильоту на верхньому поверсі зі стійками реєстрації, рівень прибуття з місцями отримання багажу на першому поверсі та під ним, підземний поверх з доступом до залізничної станції та підземної багаторівневої парковки . Автостанція розташована на рівні прибуття. Термінал 1 має 103 гейти, у тому числі 54 гейти оснащені телетрапами (25 — Concourse A, 18 — Concourse B, 11 — Concourse C).
Конкорс А був збільшений на 500 метрів в 2000 році, перехід між терміналом 1 і терміналом 2, а також розширений конкорс C, було відкрито в 2008 році
10 жовтня 2012 року введено в експлуатацію 800-метрове продовження термінала 1 під назвою Pier A-Plus, він призначений для стоянки широкофюзеляжних літаків, як Airbus A380.
Термінал 1 переважно використовується Lufthansa та асоційованими з нею компаніями (Brussels Airlines, Eurowings, Swiss International Air Lines та Austrian Airlines) та партнерами Star Alliance (на кшталт, Aegean Airlines, Air Canada, Air China, Air India, All Nippon Airways, Asiana Airlines, Croatia Airlines, LOT Polish Airlines, Scandinavian Airlines, Singapore Airlines, South African Airways, TAP Air Portugal, Thai Airways, Turkish Airlines та United Airlines).

### Термінал 2
Термінал 2 має пропускну спроможність 15 мільйонів пасажирів на рік, був відкритий в 1994 році і має поділ на конкорси D та E. Існує перехід між конкорсами 1С та 2D. Термінал має 42 гейти, з них вісім обладнані телетрапами та 34 стоянки для літаків, має можливість обробляти широкофюзеляжні літаки, такі як Airbus A380.

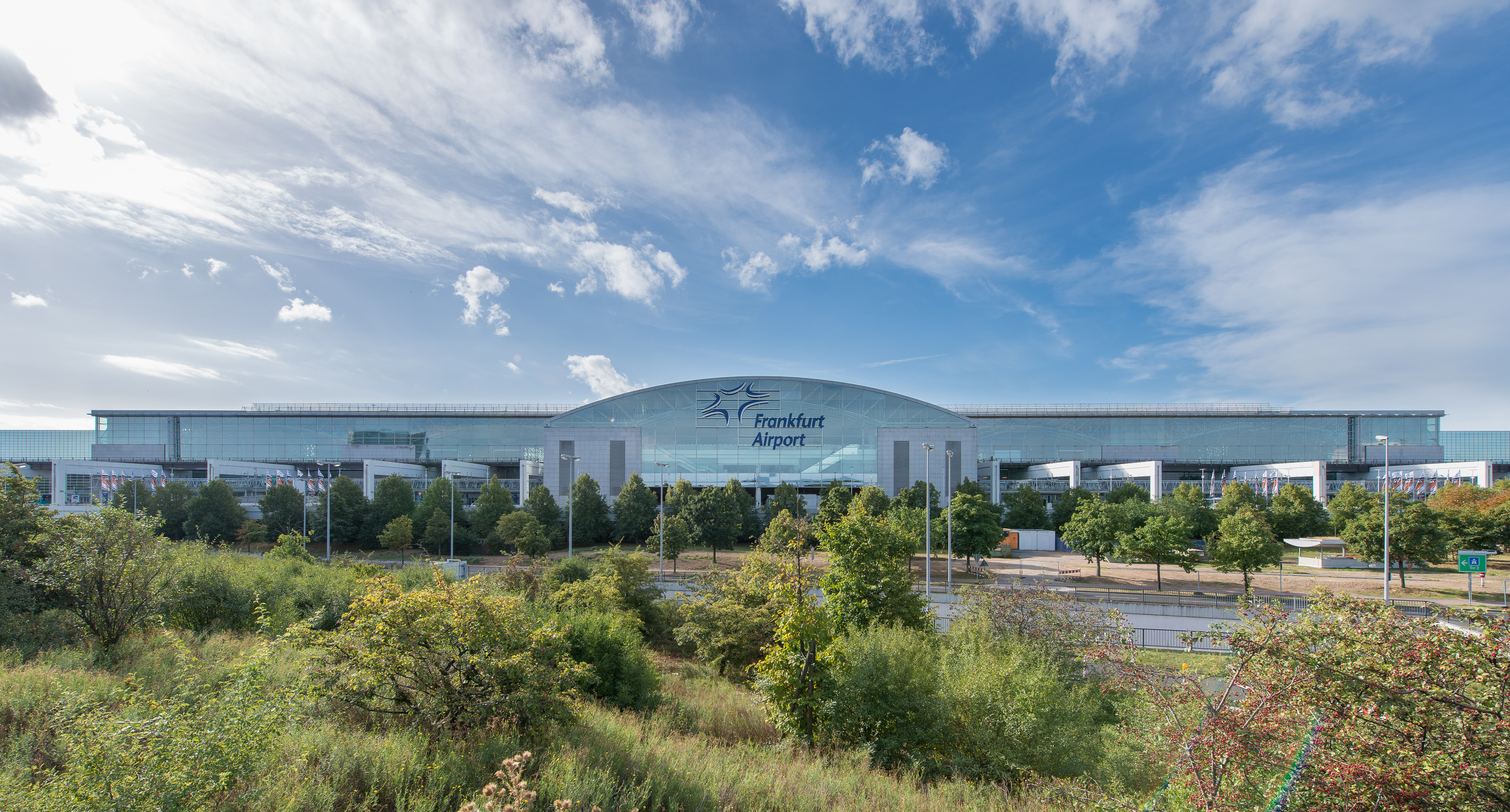
Термінал 2

Термінал 2 використовується головним чином авіакомпаніями членами альянсів oneworld (American Airlines, British Airways, Cathay Pacific, Finnair, Iberia, Japan Airlines, LATAM Airlines, Malaysia Airlines, Royal Jordanian та S7 Airlines) and SkyTeam alliances (e.g. Aeroflot, Air France, China Airlines, China Eastern Airlines, China Southern Airlines, Czech Airlines, Delta Air Lines, KLM, Korean Air, Saudia, TAROM та Vietnam Airlines, зверніть увагу, що члени альянсу SkyTeam Middle East Airlines та Alitalia працюють з терміналу 1 конкорси B та C).

### Терманіл 3 (будується)
Новий термінал заплановано побудувати на південь від існуючих терміналів на території колишньої авіабази Рейн-Майн. 
Новий «Термінал 3» має обслуговувати до 25 мільйонів пасажирів/рік і матиме місце для 75 нових зупинних місць для літаків після повного будівництва. 
Планується розширення системи монорельсу для перевезення людей «SkyLine», щоб сполучити новий термінал з терміналами 1 і 2 і вокзалами аеропорту.

### Lufthansa First Class Terminal

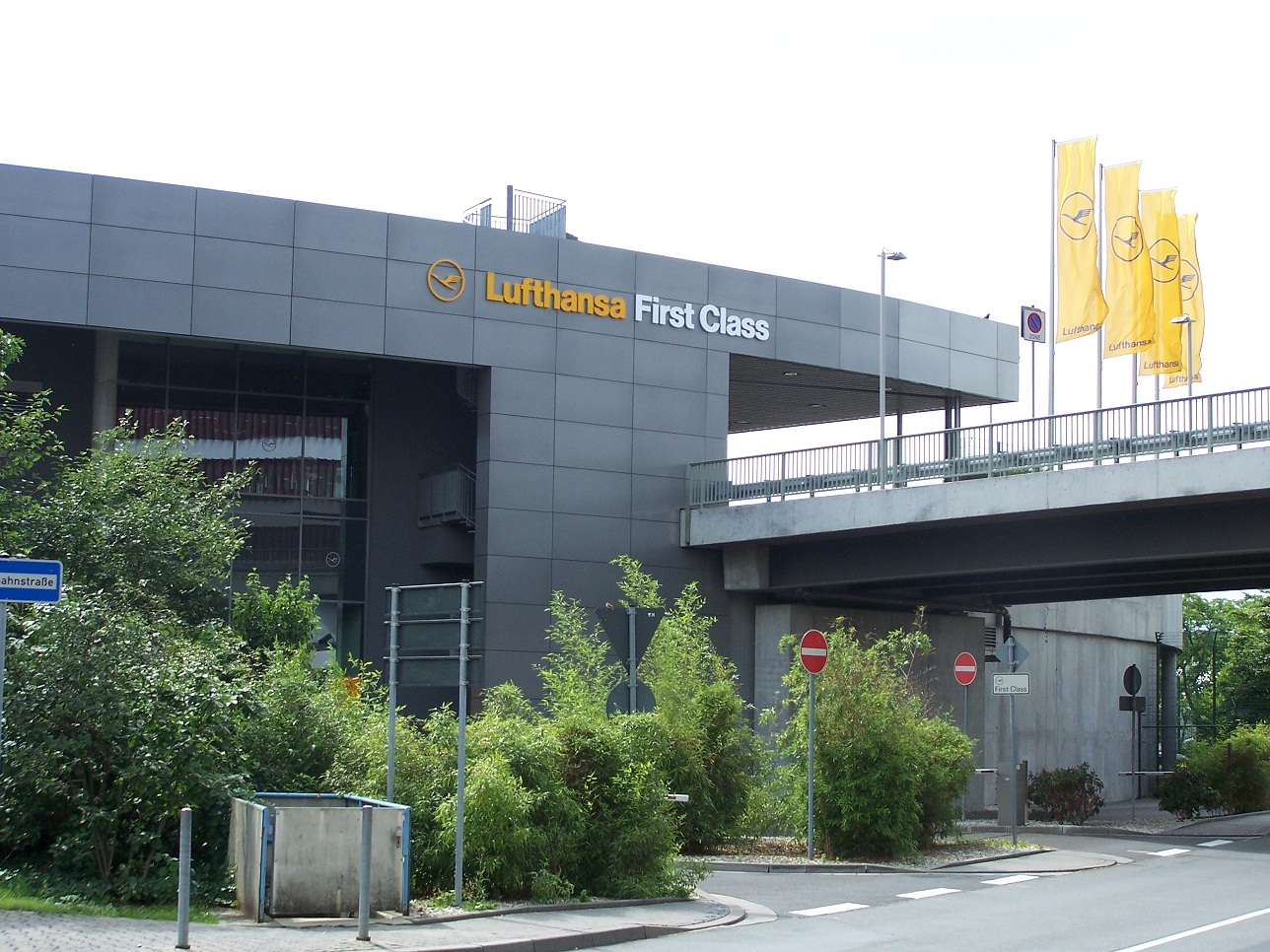
Lufthansa First Class Terminal

Lufthansa експлуатує невеликий відокремлений Lufthansa First Class Terminal біля терміналу 1 з ексклюзивним доступом для пасажирів першого класу Lufthansa — учасників Miles & More зі статусом HON Circle. Інші пасажири першого класу мають використовувати спеціальні салони першого класу в межах основних терміналів. Цей термінал має 200 співробітників і щоденно обслуговує близько 300 пасажирів. Це забезпечує індивідуальне відстеження безпеки. Зручності включають автостоянку для паркування, ресторан, вітальню та офісні приміщення, кімнату для паління. Пасажири транспортуються безпосередньо з терміналу до літака автомобілем класу люкс.

## Злітно-посадкові смуги
Аеропорт Франкфурт-на-Майні має чотири злітно-посадкові смуги, три з яких розташовані паралельно в напрямку схід-захід, а одна — у напрямку північ-південь. 2010 року три злітно-посадкові смуги (ЗПС Північ, Південь і Захід) обробили 464 432 літаки, що дорівнює 83 злетів/посадок за годину. З початком роботи північно-західної злітно-посадкової смуги у жовтні 2011 року аеропорт зміг обробляти 126 злетів/посадок за годину. Передбачається, що в 2020 році авіатрафік збільшиться до 700 тисяч/на рік.
| Напрямок (назва)              | Довжина × Ширина in m (ft) | Покриття      | Орієнтація     | Рік відкриття | Використання                                                     |
| ----------------------------- | -------------------------- | ------------- | -------------- | ------------- | ---------------------------------------------------------------- |
| 07C/25C (ЗПС Північ)          | 4000 × 60 (13,123 × 197)   | асфальтобетон | Схід-захід     | 1936          | Зліт (посадка дозволена)                                         |
| 07R/25L (ЗПС Південь)         | 4000 × 45 (13,123 × 148)   | Асфальт       | Схід-захід     | 1949          | Зліт та посадка                                                  |
| 18 (ЗПС Захід)                | 4000 × 45 (13,123 × 148)   | Бетон         | Північ-південь | 1984          | Зліт тільки у південному напрямку                                |
| 07L/25R (ЗПС Північний захід) | 2800 × 45 (9,240 × 148)    | Бетон         | Схід-захід     | 2011          | Тільки приземлення (не дозволено Airbus A380, Boeing 747, MD-11) |

## Авіалінії та напрямки, серпень 2022

### Пасажирські
| Авіакомпанія                  | Пункт призначення |
| ----------------------------- | --- |
| Aegean Airlines               | Афіни, Іракліон, Салоніки Сезонний: Родос |
| Aer Lingus                    | Дублін |
| Air Algérie                   | Алжир Сезонний: Оран |
| Air Arabia Maroc              | Марракеш |
| Air Astana                    | Нур-Султан, Уральськ |
| Air Cairo                     | Сезонно: Хургада |
| Air Canada                    | Калгарі, Монреаль-Трюдо, Торонто-Пірсон Сезонний: Ванкувер |
| Air China                     | Пекін, Чанчунь-Лунцзя, Ченду-Шуанлю, Шанхай-Пудун, Шеньчжень-Баоань |
| Air Dolomiti                  | Флоренція, Інсбрук, Кальмар, Лінц, Турин, Верона |
| Air Europa                    | Мадрид |
| Air France                    | Париж-Шарль де Голль |
| Air India                     | Делі |
| Air Malta                     | Мальта |
| Air Moldova                   | Кишинів |
| Air Serbia                    | Белград |
| airBaltic                     | Рига, Тампере |
| All Nippon Airways            | Токіо-Ханеда |
| American Airlines             | Шарлотт (з 7 вересня 2022) , Даллас/Форт-Верт |
| AnadoluJet                    | Анкара, Стамбул–Сабіха Гьокчен Сезонно: Анталія |
| Asiana Airlines               | Сеул-Інчхон |
| Austrian Airlines             | Відень |
| Azores Airlines               | Понта-Деглада |
| Bamboo Airways                | Ханой, Тан Сон Нхут |
| Blue Air                      | Бухарест (з 2 жовтня 2022 р) |
| British Airways               | Лондон-Сіті, Лондон-Хітроу |
| Brussels Airlines             | Брюссель |
| Bulgaria Air                  | Софія |
| Cathay Pacific                | Гонконг |
| China Airlines                | Тайвань-Таоюань |
| China Eastern Airlines        | Шанхай-Пудун |
| China Southern Airlines       | Гуанчжоу |
| Condor                        | Канкун, Фуертевентура, Мадейра, Гран-Канарія, Гавана, Ольгін, Іракліон Хургада, Цзинань-Яоцян, Ла-Пальма, Лансароте, Лас-Вегас, Лос-Анджелес, Маврикій, Монтего-Бей, New York–JFK, Пуерто-Плата, Пунта-Кана, Санто-Домінго, Сіетл — Такома, Тбілісі, Тенерифе-Південний, Торонто-Пірсон, Варадеро, Єреван Сезонний: Агадір (з 5 листопада 2022),, Акурейрі (з 13 травня 2023), Аліканте, Анкоридж, Балтимор, Бостон, Кейптаун (з 4 жовтня 2022),, Курасао, Катанія, Ханья, Корфу, Дубровник, Едмонтон (з 26 травня 2023), Егільсстадір (з 16 травня 2023), Фербанкс, Фару, Гренада, Галіфакс, Ібіца, Херес-де-ла-Фронтера, Йоганнесбург–О. Р. Тамбо (з 1 листопада 2022), Каламата, Кавала, Кос, Ламеція-Терме, Ларнака (з 1 жовтня 2022),, Сейшели, Малага, Мале, Міннеаполіс/Сент-Пол, Момбаса, Ніцца, Ольбія, Пальма-де-Мальорка, Фінікс — Скай-Гарбор, Портленд, Превеза, Рієка, Самос, Сан-Франциско, Санторіні, Скіатос, Спліт, Тобаго, Ванкувер, Вайтгорс, Закінф, Занзібар Сезонний чартер: Абу-Дабі (з 19 листопада 2022) |
| Corendon Airlines             | Анталія, Ізмір, Кайсері Сезонно: Анкара, Бодрум Сезонний чартер: Рас-ель-Хайма (з 4 листопада 2022) |
| Croatia Airlines              | Дубровник, Спліт, Загреб Сезонний: Пула, Задар |
| Delta Air Lines               | Атланта, Детройт, New York–JFK |
| EgyptAir                      | Каїр |
| El Al                         | Тель-Авів |
| Emirates                      | Дубай |
| Ethiopian Airlines            | Аддис-Абеба |
| Etihad Airways                | Абу-Дабі |
| Eurowings                     | Приштина |
| Eurowings Discover            | Форт-Маєрс, Фуертевентура, Мадейра, Гран-Канарія, Хургада, Лансароте, Марракеш, Марса-Алам, Панама-Токумен, Тампа, Тенерифе-Південний, Віндгук Сезонно: Агадір (з 2 листопада 2022), Анталія, Анкоридж, Барбадос, Барі, Бодрум, Калгарі, Канкун, Ханья, Корфу, Джерба, Галіфакс, Іракліон, Херес, Кавала, Кос, Ламеція-Терме, Лас-Вегас, Маврикій, Момбаса, Монтего-Бей, Крюгер-Мпумаланга (з 15 листопада 2022),, Пальма-де-Майорка, Порту-Санту, Превеза (з 20 червня 2023), Пунта-Кана, Родос, Солт-Лейк-Сіті, Скіатос (з 2 травня 2023), Варна, Вікторія-Фоллз, Занзібар, Закінф (з 3 травня 2023) |
| Finnair                       | Гельсінкі |
| Gulf Air                      | Бахрейн |
| HiSky                         | Кишинів |
| Iberia                        | Мадрид |
| Iberia Regional               | Мадрид |
| Icelandair                    | Рейк'явік |
| Iran Air                      | Тегеран-Імам Хомейні |
| Iraqi Airways                 | Багдад, Сулейманія |
| ITA Airways                   | Мілан–Лінате, Рим–Ф'юмічіно |
| Japan Airlines                | Токіо-Наріта |
| KLM                           | Амстердам |
| Korean Air                    | Сеул-Інчхон |
| Kuwait Airways                | Кувейт |
| LATAM                         | Сантьяго-де-Чилі, Сан-Паулу-Гуарульюс |
| LOT Polish Airlines           | Варшава-Шопен |
| Lufthansa                     | Абуджа, Аддис-Абеба, Агадір, Аліканте, Алжир, Алмати, Амман, Амстердам, Афіни, Атланта, Остін, Бахрейн, Баку, Бангалор, Бангкок-Суварнабхумі , Барселона, Барі, Базель-Мюлуз-Фрайбург, Пекін, Бейрут, Белград, Берген, Берлін, Більбао, Біллунн, Бірмінгем, Богота, Болонья, Бордо, Бостон-Логан, Бремен, Бристоль, Брюссель, Бухарест, Будапешт, Буенос-Айрес-Есейса, Бидгощ, Каїр, Канкун, Кейптаун, Касабланка, Катанія, Ченнаї, Чикаго-О'Хара, Кишинів, Клуж-Напока, Копенгаген, Даллас/Форт-Верт, Даммам, Делі, Денвер, Детройт, Дрезден, Дубай, Дублін, Дюссельдорф, Единбург, Ербіль, Фару, Фрідріхсгафен, Мадейра, Гданськ, Женева, Генуя, Глазго, Гетеборг, Грац, Гамбург, Ганновер, Гельсінкі, Гонконг, Х'юстон-Інтерконтінентал, Стамбул, Йоганнесбург–О. Р. Тамбо, Катовиці, Краків, Кувейт, Лагос, Ларнака, Лінц, Лісабон, Ліверпуль, Любляна, Лондон-Сіті, Лондон-Хітроу, Лос-Анджелес, Луанда, Люксембург, Ліон, Мадрид, Малабо, Малага, Мале, Мальта, Манчестер, Марракеш, Марсель, Маврикій, Мехіко-Сіті, Маямі, Мілан-Лінате, Мілан-Мальпенса, Момбаса, Мумбай, Мюнхен, Мюнстер/Оснабрюк, Найробі, Нагоя-Чюбу, Нанкін, Нант, Неаполь, Ньюарк, Ньюкасл, New York–JFK, Ніцца, Нюрнберг, Нур-Султан, Орландо, Осло-Гардермуен, Палермо, Пальма-де-Майорка, Памплона, Париж-Шарль де Голль, Філадельфія, Порт-Гаркорт, Порту, Познань, Прага, Циндао-Лютін, Ренн, Рейк’явік, Рига, Ріяд, Рим-Ф'юмічіно, Ряшів, Зальцбург, Сан-Франциско, Сан-Хосе, Сан-Паулу-Гуарульюс, Сараєво, Сіетл—Такома, Сеул-Інчхон, Севілья, Шанхай-Пудун, Шеньян, Сінгапур, Софія, Сент-Луїс, Ставангер, Стокгольм-Арланда, Страсбург, Штутгарт, Зільт, Таллінн, Тегеран-Імам Хомейні, Тель-Авів, Салоніки, Тімішоара, Тирана, Токіо-Ханеда, Торонто-Пірсон, Тулуза, Трієст, Туніс, Турин, Валенсія, Ванкувер, Венеція, Відень, Вільнюс, Варшава-Шопен, Вашингтон-Даллес, Вроцлав, Єреван, Загреб, Занзібар, Цюрих Сезонний: Бастія, Кальярі, Ханья, Корк, Дубровник, Іракліон, Герінгсдорф, Ібіца, Івало, Кос, Куусамо, Менорка, Монреаль–Трюдо, Міконос, Ольбія, Пафос, Понта-Делгада, Пула, Рієка, Родос, Санторіні, Спліт, Тіват, Тромсе, Задар |
| MIAT Mongolian Airlines       | Сезонний: Улан-Батор |
| Middle East Airlines          | Бейрут |
| Nouvelair                     | Сезонний: Джерба, Монастір |
| Oman Air                      | Маскат |
| Onur Air                      | Анталія, Стамбул-Сабіха Гьокчен |
| Qatar Airways                 | Доха |
| Royal Air Maroc               | Касабланка, Надор |
| Royal Jordanian               | Амман |
| Saudia                        | Джидда, Ріяд Сезонний: Медіна |
| Scandinavian Airlines         | Копенгаген, Осло-Гардермуен, Стокгольм-Арланда |
| Singapore Airlines            | New York–JFK, Сінгапур |
| SriLankan Airlines            | Коломбо |
| SunExpress                    | Адана, Анкара, Анталія, Даламан, Газіпаша, Ізмір Сезонний: Малатья, Орду, Самсун |
| Swiss International Air Lines | Женева, Цюрих |
| TAP Air Portugal              | Лісабон |
| TAROM                         | Бухарест |
| Thai Airways                  | Бангкок-Суварнабхумі, Сезонний: Пхукет |
| TUI fly Deutschland           | Боа-Вішта, Фуертевентура, Гран-Канарія, Хургада, Лансароте, Марса-Алам, Сал, Тенерифе-Південний Сезонний: Корфу, Даламан, Енфіда, Фару, Мадейра, Іракліон, Ібіца, Херес, Кос, Ларнака, Менорка, Пальма-де-Майорка, Патри, Родос |
| Tunisair                      | Джерба, Монастір, Туніс |
| Turkish Airlines              | Стамбул Сезонний: Адана, Анталія, Елязиг, Газіантеп, Хатай, Ізмір, Кайсері, Орду |
| Turkmenistan Airlines         | Ашгабат |
| United Airlines               | Чикаго-О'Хара, Денвер, Х'юстон-Інтерконтінентал, Ньюарк, Сан-Франциско, Вашингтон-Даллес |
| Uzbekistan Airways            | Ташкент Сезонний: Ургенч |
| Vietnam Airlines              | Ханой, Хошимін |
| Vistara                       | Делі |

### Вантажні
| Авіакомпанія            | Пункт призначення |
| ----------------------- | --- |
| Air Algérie Cargo       | Алжир |
| Air China Cargo         | Пекін, Шанхай-Пудун |
| AirBridgeCargo Airlines | Даллас/Форт-Верт, Гельсінкі, Москва-Домодєдово, Москва-Шереметьєво, Єкатеринбург |
| Asiana Cargo            | Гетеборг, Москва-Домодєдово, Сеул-Інчхон, Відень |
| ASL Airlines Belgium    | Дубай, Льєж |
| Cathay Pacific Cargo    | Амстердам, Ченнаї, Дубай, Гонконг, Манчестер, Мумбай, Париж-Шарль де Голль |
| China Airlines          | Абу-Дабі, Прага, Тайвань-Таоюань |
| China Cargo Airlines    | Шанхай-Пудун |
| China Southern Airlines | Гуанчжоу-Байюнь, Шанхай-Пудун |
| DHL Aviation            | Ашгабат, Гонконг, Лейпциг/Галле, Лондон-Хітроу, Тегеран-Імам Хомейні |
| Emirates SkyCargo       | Каїр, Сан-Паулу-Віракопус, Дакар, Дубай-Аль-Мактум, Мехіко-Сіті, Триполі |
| Etihad Cargo            | Абу-Дабі, Богота, Барбадос |
| FedEx Express           | Кельн/Бонн, Мемфіс |
| FedEx Feeder            | Париж-Шарль де Голль |
| Iran Air Cargo          | Тегеран-Мехрабад |
| Korean Air Cargo        | Брюссель, Москва-Шереметьєво, Навої, Сеул-Інчхон, Стокгольм-Арланда, Тель-Авів |
| LATAM Cargo Chile       | Амстердам, Сан-Паулу-Віракопус |
| Lufthansa Cargo         | Агуаділья, Алмати, Амстердам, Атланта, Бахрейн, Бангалор, Бангкок-Суварнабхумі, Пекін, Богота, Бостон-Логан, Буенос-Айрес-Есейса, Каїр, Сан-Паулу-Віракопус, Ченнаї, Чикаго-О'Хара, Чунцин-Цзянбей, Кельн/Бонн, Куритиба, Дакар, Даллас/Форт-Верт, Делі, Дакка, Гуанчжоу-Байюнь, Гонконг, Х'юстон-Інтерконтінентал, Гайдарабад, Стамбул-Ататюрк, Джакарта, Джидда, Йоганнесбург-Тамбо, Каунас, Лос-Анджелес, Манаус, Манчестер, Мехіко-Сіті, Москва-Шереметьєво, Мумбай, Найробі, New York–JFK, Новосибірськ, Осака-Кансай, Кіото, Ріо-де-Жанейро-Галеан, Ріяд, Сеул-Інчхон, Шанхай-Пудун, Шаннон, Шарджа, Шеньян-Таосянь, Шеньчжень, Тегеран-Імам Хомейні, Тель-Авів, Токіо-Нарита, Торонто-Пірсон, Сан-Мігель-де-Тукуман |
| Maximus Air Cargo       | Шарджа |
| MyCargo Airlines        | Стамбул-Сабіха Гекчен |
| National Airlines       | Доха, Гонконг, Караганда, Кувейт, Кветта |
| Qatar Airways Cargo     | Доха, Лондон-Станстед |
| Saudia Cargo            | Даммам, Ріяд |
| Turkish Airlines Cargo  | Стамбул-Ататюрк, Лагос |
| Uzbekistan Airways      | Баку, Ташкент |

## Наземний транспорт
До аеропорту Франкфурта можна легко дістатися на автомобілі, таксі, поїзді чи автобусі, оскільки він має розгалужену транспортну мережу. В аеропорту є дві залізничні станції: одна для приміських/регіональних поїздів і одна для поїздів далекого прямування.

### Залізниця

#### Регіональна станція

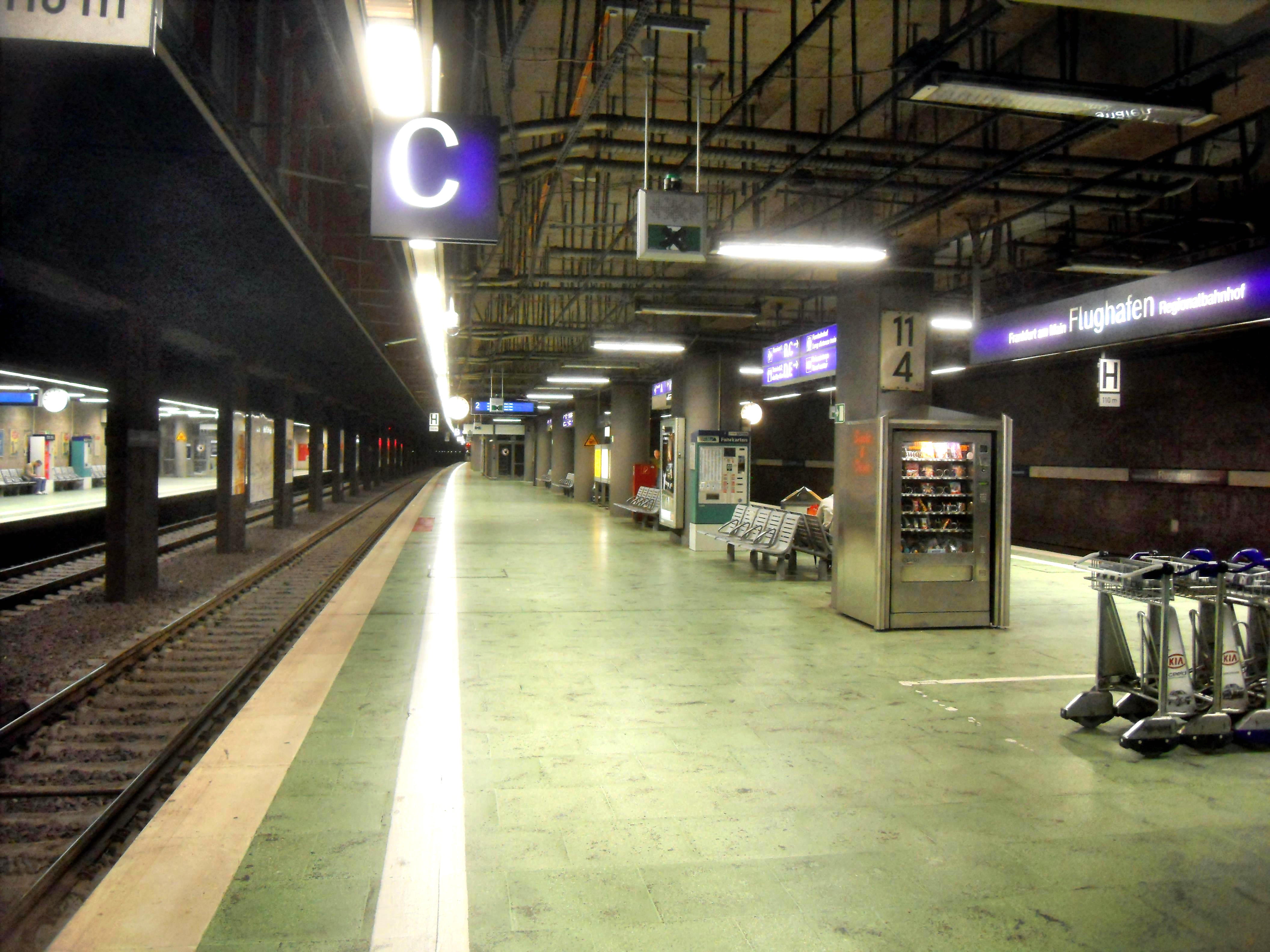
Регіональна станція

Регіональна станція Франкфуртського аеропорту (нім. Frankfurt Flughafen Regionalbahnhof) у терміналі 1, зал B, забезпечує доступ до приміських ліній S-Bahn S8 і S9. 
Кожною з цих ліній курсують потяги, що вирушають що 15 хвилин вдень до станції Ганау-Головний на схід через Франкфурт-на-Майні-Головний та Оффенбах-Східний або Вісбаден-Головний на захід через Рюссельсгайм або Майнц-Головний (лінія S8) або станцію Майнц-Кастель (лінія S9).
Час у дорозі до Франкфурт-на-Майні-Головний становить 10–12 хвилин. 

Потяги Regional-Express (RE) до Саарбрюккен-Головний, Кобленц-Головний або Вюрцбург-Головний заходять на цю станцію. 
Ці потяги забезпечують менш часте, але додаткове сполучення між аеропортом Франкфурта та ранкфурт-на-Майні-Головний. 

### Міжміська станція

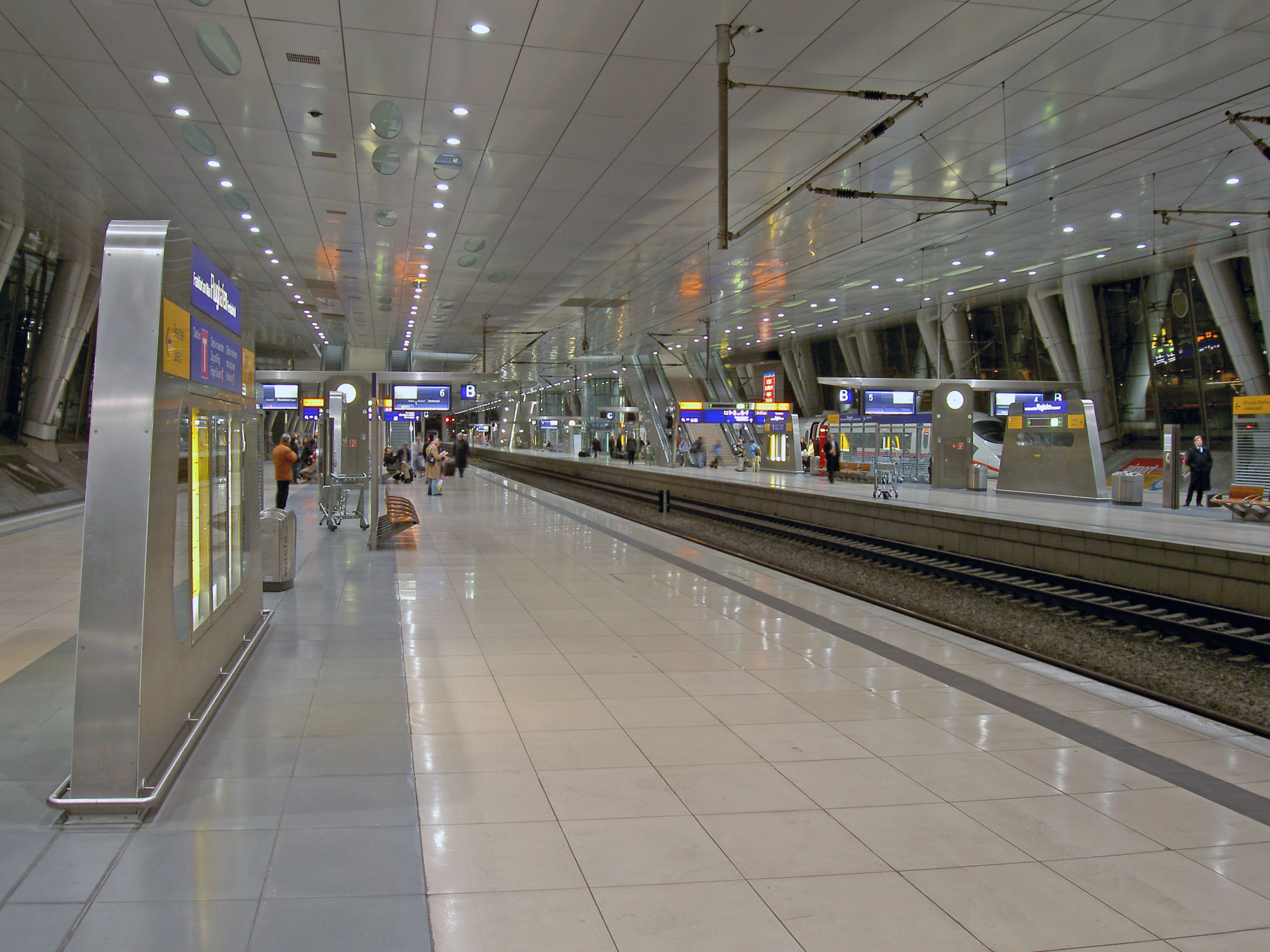
Міжміська станція

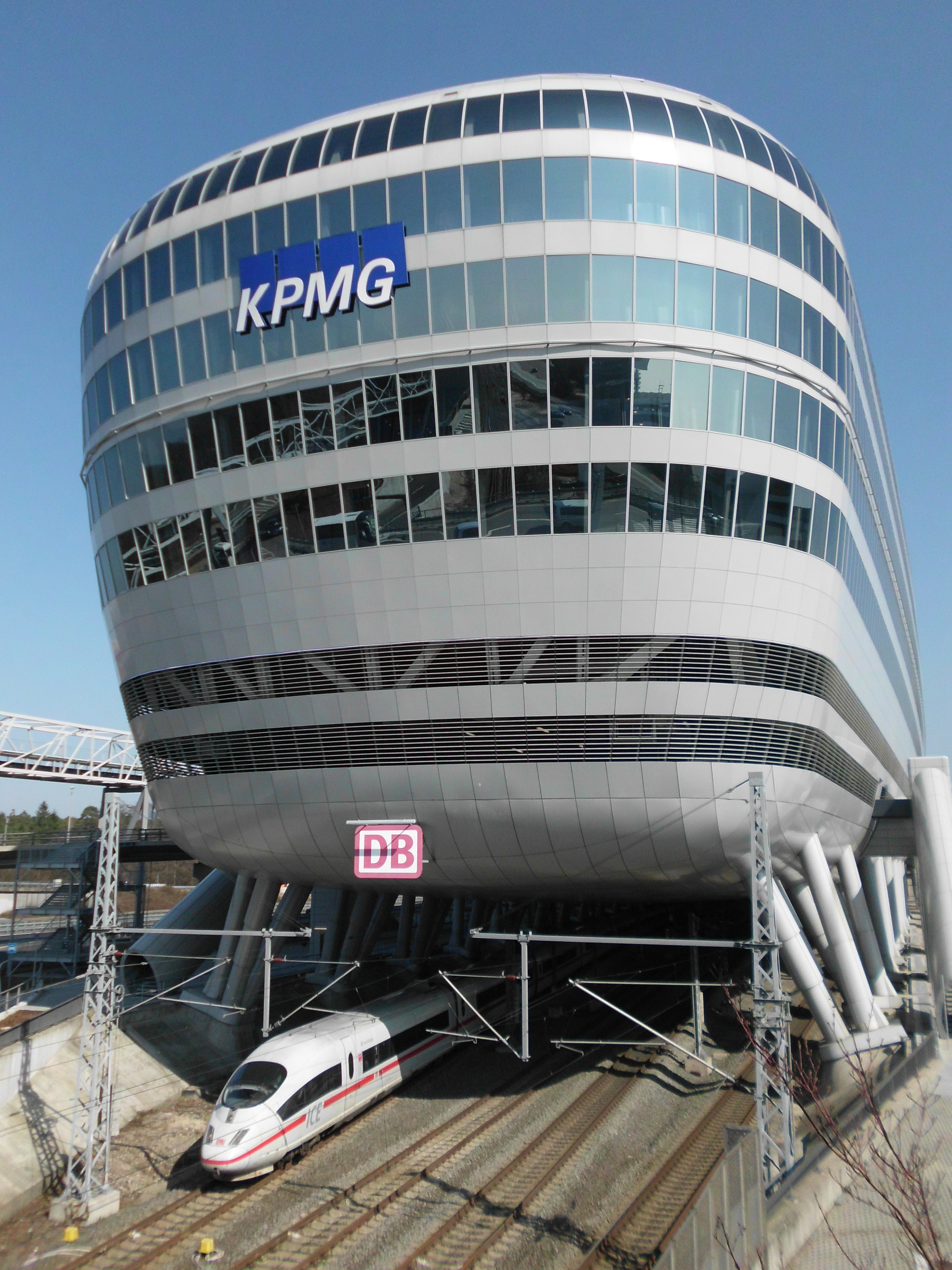
ICE 3 вирушає на захід під площею

Станцію далекого прямування аеропорту Франкфурта (нім. Frankfurt Flughafen Fernbahnhof) було відкрито в 1999 році. 
Станція розташована між автострадою A 3 і чотирисмуговою вулицею Бундесштрасе B43, сполученою з терміналом 1 сполучним коридором для пішоходів, який перетинає автобан. 
Це кінцева точка новозбудованої високошвидкісної залізничної лінії Кельн — Франкфурт, що сполучає південну Німеччину з Рейнсько-Рурською агломерацією, Нідерландами та Бельгією через Кельн зі швидкістю до 300 км/год. 
У всіх напрямках вирушає близько 10 поїздів на годину. 

Deutsche Bahn керує AIRail Service спільно з Lufthansa, American Airlines та Emirates. 
Потяги курсують до станцій Бонн-Головний, Кельн-Головний, Дюссельдорф-Головний, Фрайбург-Головний, Карлсруе-Головний, Лейпциг-Головний, Гамбург-Головний, Ганновер-Головний, Мангейм-Головний, Мюнхен-Головний, Нюрнберг-Головний, Штутгарт-Головний та до Кассель -Вільгельмсхее. 

### Автотранспорт
Аеропорт Франкфурта розташований у Франкфуртському міському лісі та безпосередньо сполучений з перехрестям автобану Франкфуртер-Кройц, де перетинаються автомагістралі A3 і A5. 
До станції Франкфурт-Головний або центру міста можна дістатися за 10–15 хвилин на машині чи таксі. 

Автомобілі, можна паркувати в багаторівневих гаражах (переважно підземних) уздовж терміналів. 
Довгострокова стоянка для відпустки розташована на південь від злітно-посадкових смуг і сполучена маршрутним автобусом з терміналами.

### Автобуси
Різні транспортні компанії надають автобусні послуги до аеропорту з прилеглих районів, а також автобусами до міжміських пунктів призначення. 

## Статистика
| Рік  | Пасажирообіг | % Зміна |
| ---- | ------------ | ------- |
| 2000 | 49,360,620   | ▬       |
| 2001 | 48,559,980   | ▼ -1.6% |
| 2002 | 48,450,356   | ▼ -0.2% |
| 2003 | 48,351,664   | ▼ -0.2% |
| 2004 | 51,098,271   | ▲ 5.6%  |
| 2005 | 52,219,412   | ▲ 2.2%  |
| 2006 | 52,810,683   | ▲ 1.1%  |
| 2007 | 54,161,856   | ▲ 2.5%  |
| 2008 | 53,467,450   | ▼ -1.3% |
| 2009 | 50,932,840   | ▼ -4.3% |
| 2010 | 53,009,221   | ▲ 4%    |
| 2011 | 56,436,255   | ▲ 6.4%  |
| 2012 | 57,520,001   | ▲ 2%    |
| 2013 | 58,036,948   | ▲ 1%    |
| 2014 | 59,570,000   | ▲ 2.6%  |
| 2015 | 61,032,022   | ▲ 2.4%  |
| 2016 | 60,792,308   | ▼ -0.4% |
| 2017 | 64,500,386   | ▲ 6.1%  |